# Cassuéjouls
Cassuéjouls – miejscowość i gmina we Francji, w regionie Oksytania, w departamencie Aveyron. W 2013 roku jej populacja wynosiła 121 mieszkańców. 

## Zabytki
Zabytki w miejscowości posiadające status monument historique:
- kościół (fr. Église de Cassuéjouls)